# Offensive de Kobané
Ne doit pas être confondu avec Bataille de Kobané.
Guerre civile syrienne
Batailles
L'offensive de Kobané se déroule du 2 au 30 juillet 2014 lors de la guerre civile syrienne. Elle oppose les forces kurdes du YPG et du PKK à l'État islamique. Elle s'achève par la victoire des forces kurdes qui repoussent l'attaque des djihadistes.

## Déroulement
Le 2 juillet 2014, l'État islamique lance un assaut sur le canton kurde de Kobané avec ses nouveaux équipements ramenés d'Irak et sous la coordination d'anciens officiers de Saddam Hussein. L'YPG affirme avoir repoussé cette attaque dans de violents combats qui auraient fait 130 morts dans les rangs de l'État islamique et 15 dans les siens. L'YPG revendique également la destruction de 2 chars de l'État islamique dans ses combats ainsi que plusieurs autres véhicules militaires.
Le 4 juillet, les autorités kurdes décrètent la mobilisation générale dans la région de Kobané.
Le 5 juillet, l'YPG lance une contre-offensive contre les bases de l'État islamique situées dans les villages de Jib al-Faraj, al-Djidadi, Kharab Ato et Ziyaret, à l’ouest de Kobani.
Les 8 et 9 juillet, les djihadistes de l'EI s'emparent de trois villages à l'est d'Aïn al-Arab. Selon l'Observatoire syrien des droits de l'homme (OSDH) les combats font 22 morts chez l'EI et 18 tués du côté des troupes kurdes.
Le 12 juillet, l'YPG donne un bilan provisoire de la bataille de Kobanie et estime que depuis l'assaut de l'État islamique du 2 juillet, les pertes des jihadistes s’élèveraient à  338 morts et celle de YPG à 36 morts. Les kurdes accusent la Turquie de soutenir  l'État islamique dans l'objectif de mettre fin à la révolution de Rojava (Kurdistan occidental). Selon les autorités kurdes de Rojava, les jihadistes profitent d'un laissez-passer à la frontière turque, depuis laquelle ils mènent certaines de leurs incursions, ainsi que de soins médicaux dans des hôpitaux turcs
Le 12 juillet, l'OSDH affirme que « L'EI assiège totalement les environs d'Aïn al-Arab (Kobani en kurde) », il ajoute que ce jour-là « un commandant de l'EI a été capturé et au moins 11 de ses membres ont été tués ».
Le 14 juillet, l'YPG accuse l'EI d'avoir utilisé des armes chimiques dans le canton kurde de Kobani ainsi que des missiles thermiques américains. Les autorités kurdes en appellent aux organisations des droits de l'Homme internationales pour authentifier les attaques chimiques. Les autorités kurdes n'auraient pas les moyens de le faire.
Le 15 juillet, à l'appel du Parti des travailleurs du Kurdistan (PKK), 800 combattants kurdes venus de Turquie franchissent la frontière pour prêter main-forte aux défenseurs d'Aïn al-Arab, assiégés par les djihadistes,.
Le 17 juillet, un bataillon de mères kurdes de Kobané est formé par les YPG pour lutter contre l'État islamique.
Le 20 juillet, 180 tonnes d'aide humanitaire ont été récoltées à la suite du lancement d'une campagne de soutien pour Rojava (Kurdistan syrien).
Le 30 juillet, les Kurdes des YPG reprennent l'avantage et s'emparent de plusieurs collines occupées par les djihadistes de l'EI. Selon l'OSDH, les combats ont fait 14 morts du côté des YPG et 35 morts dans les rangs de l'État islamique, ainsi que plusieurs dizaines de blessés
Le 2 août, l'YPG publie un bilan de la bataille de Rojava pour le mois de juillet : il affirme que les affrontements ont fait 685 morts dans les rangs de l'État islamique, dont 5 émirs. Il revendique également la destruction de 6 chars et de 14 bases. Les pertes de l'YPG sont de 72 morts. Les combats auraient atteint une intensité inédite avec le bombardement par l'État islamique des villages de Zor Mixar et Beyadiyê avec plus de 3 000 obus. L'YPG déclare également avoir repris plusieurs villages, ainsi que des collines stratégiques,,,.